# 積志郵便局
積志郵便局（せきしゆうびんきょく）は静岡県浜松市中央区にある郵便局。民営化前の分類では集配普通郵便局であった。

## 概要
住所：〒431-3199 静岡県浜松市中央区有玉北町774-1

## 沿革
- 1917年（大正6年）12月21日 - 開局。
- 1967年（昭和42年）5月13日 - 電話交換および和文電報配達業務を、浜松電報電話局積志分室に移管[1]。
- 1970年（昭和45年）11月9日 - 浜松市積志町から同市有玉北町に移転。
- 1982年（昭和57年）9月1日 - 特定郵便局から普通郵便局に局種別改定。
- 1993年（平成5年）4月19日 - 笠井郵便局から集配業務を移管。
- 2000年（平成12年）8月14日 - 外国通貨の両替および旅行小切手の売買に関する業務取扱を開始。
- 2007年（平成19年）10月1日 - 民営化に伴い、併設された郵便事業積志支店に一部業務を移管。
- 2012年（平成24年）10月1日 - 日本郵便株式会社発足に伴い、郵便事業積志支店を積志郵便局に統合。

## 取扱内容
- 郵便、印紙、ゆうパック、内容証明
- 貯金、為替、振替、振込、国際送金、外貨両替・トラベラーズチェック、国債、投資信託
- 生命保険、バイク自賠責保険、自動車保険
- ゆうちょ銀行ATM
- 「431-31xx」区域（浜松市中央区の一部地域）の集配業務
- ゆうゆう窓口

## 周辺
- 浜松医科大学・同医学部附属病院
- 浜松市立積志中学校
- 浜松市立積志小学校
- 浜松市立積志図書館

## アクセス
- 遠州鉄道鉄道線 積志駅から南西へ約1.1km（徒歩約13分）
- 遠鉄バス61内野台線「半田」停留所から徒歩約11分。
- 東名高速道路 浜松ICから北西へ約5km、浜松西ICから東へ約7.5km
- 国道152号沿い
- 駐車場あり：25台